# Euidotea caeruleotincta
Euidotea caeruleotincta is een pissebed uit de familie Idoteidae. De wetenschappelijke naam van de soort is voor het eerst geldig gepubliceerd in 1927 door Hale.